# Красавица и Чудовище (телесериал, 1987)
«Красавица и Чудовище» (англ. Beauty And The Beast) — американский телесериал. Сериал был показан в 1987—1990 годах и продержался на телеэкранах 3 сезона, затем начал терять зрительскую аудиторию и его производство было прекращено.
Фильм является ещё одной экранизацией известной сказки о Красавице и Чудовище. Сериал был успешным — он получил множество номинаций и наград, в том числе за музыку и за работу актёров. По фильму был нарисован и выпущен комикс, а писательница Барбара Хэмбли написала книгу «Beauty and the Beast», основанную на событиях сериала. Сериал после показа выпускался на видеокассетах и DVD.

## Сюжет
Кэтрин работает адвокатом. Однажды на неё нападают бандиты, а спасает её странное существо — человеколев Винсент. Винсент хочет помочь Кэтрин и переносит её в свой мир — подземелье, где живут и другие люди автономно от другого мира. Он лечит Кэтрин, и между ними возникает симпатия. Винсент теперь будет чувствовать, что происходит с девушкой, в горе она или в радости, и если что он сможет прийти к ней на помощь.
Кэтрин тоже будет помогать ему и людям, живущим в подземелье. У Кэтрин и Винсента любовь — в итоге Кэтрин родит ему сына, но происходит трагедия — враги Винсента похищают ребёнка, а Кэтрин убивают. Теперь Винсент должен найти своего ребёнка, а помогать ему в этом будет офицер полиции Диана.

## В ролях
- Главные роли
  - Линда Хэмилтон — Кэтрин Чандлер
  - Рон Перлман — Винсент
  - Ричард Партлау — Мужчина в подземелье
  - Рой Дотрис — отец Якоб Вэллс
- Другие роли
  - Эллен Гир — Мэри
  - Ритч Бринклей — Вильям
  - Мэрчи Лидс — Саманта
  - Стефен Мак Хатти — Габриэль
  - Эрмин Шимерман — Паскаль
  - Тони Джей — Парацельсус
  - Джон Фрэнклин — юный Винсент

## Ремейк
В 2012 году был снят одноимённый ремейк сериала.